# Baade (månekrater)
Baade er et nedslagskrater på Månen. Det befinder sig nær den sydvestlige rand af Månens forside, og det er opkaldt efter den tyske astronom Walter Baade (1893-1960).
Navnet blev officielt tildelt af den Internationale Astronomiske Union (IAU) i 1964.

## Omgivelser
Baade ligger sydvest for det enorme nedslagsbassin Mare Orientale. Området øst for krateret danner forbindelsen mellem den 280 km lange Vallis Bouvard mod nord og den snævrere 160 km lange Vallis Baade mod syd-sydøst. Begge disse dale fører væk fra nedslagsbassinet i nordlig retning.

## Karakteristika
Den ydre vægs kant i Baadekrateret er stadig skarp med ringe tegn på erosion fra senere nedslag. Randen er i almindelighed cirkulær med nogle terrasser ned ad den indre væg. Kraterbunden er ujævn og irregulær med et skålformet udseende, som mangler en tydeligt markeret bund. Der er ingen central top i kraterets midte og ingen småkratere i bundens overflade.

## Måneatlas
- Billeder af Baadekrateret i LPI-måneatlasset